# 霍托梅利卡河
霍托梅利卡河（烏克蘭語：Хотомелька），是烏克蘭東部的河流，屬於霍蒂姆利亞河的左支流。該河發源自洪塔里夫卡，流經哈爾科夫州的丘胡伊夫區，河道全長12公里，流域面積77.3平方公里。